# Paróquia de Tensas
A Paróquia de Tensas é uma das 64 paróquias do estado americano da Luisiana. A sede da paróquia é St. Joseph, e sua maior cidade é St. Joseph.
A paróquia possui uma área de 1 661 km² (dos quais 100 km² estão cobertas por água), uma população de 6 618 habitantes, e uma densidade populacional de 4 hab/km² (segundo o censo nacional de 2000). 